# Glossario di Monza
Il Glossario di Monza è uno dei più antichi testi che recano traccia della formazione del volgare lombardo. Redatto, probabilmente, nei primi decenni del X secolo, esso contiene una raccolta di 65 lemmi in cui, a fianco della voce latino-romanza, viene data la voce greco-bizantina. È un prontario di uso pratico, probabilmente compilato da un religioso che aveva l'occasione di viaggiare in territori di lingua greca e di chiedere informazioni sul vitto (de mandegare, de bevere, coglari, scutela), sul vestiario (vestito, braca, osa), sulla salute e sul corpo (fledemerio, de capo, lavro), sulla celebrazione della messa e così via.
Nonostante la presenza di termini come marti e mercor (per indicare i giorni della settimana 'martedì' e 'mercoledì') spieghino la collocazione di questo testo nell'àmbito delle lingue romanze, non è possibile indicare nel glossario di Monza uno dei primi documenti di volgare in Italia; molto spesso, tuttavia, le forme della rustica romana lingua usata nel glossario s'avvicinano alle forme delle lingue locali del Nord Italia, anche se non è possibile indicare con precisione la localizzazione del testo.
Dal punto di vista linguistico, nei traducenti greci, è interessante notare la similitudine con il neogreco ma, soprattutto, col greco di Calabria e col grico del Salento.